# La Biche (Matisse)
Pour les articles homonymes, voir La Biche.
La Biche – ou Corselet sur fond de Tahiti – est un tableau réalisé en 1936 par le peintre français Henri Matisse. Cette huile sur toile représente une jeune femme dont le modèle est Lydia Délectorskaya alors qu'elle est assise devant Papeete-Tahiti ou Fenêtre à Tahiti II, deux autres peintures de l'artiste. L'œuvre est conservée à l'Allen Memorial Art Museum d'Oberlin, dans l'Ohio, aux États-Unis.

## Expositions
- Matisse. Cahiers d'art – Le tournant des années 1930, musée de l'Orangerie, Paris, 2023 — n°117.